# Marathon van Berlijn 1999
De marathon van Berlijn 1999 werd gelopen op zondag 26 september 1999. Het was de 26e editie van deze marathon.
Bij de mannen kwam de Keniaan Josephat Kiprono als eerste over de streep in 2:06.44, de op een na snelste tijd ooit gelopen in Berlijn. Zijn landgenote Tegla Loroupe won bij de vrouwen. Met haar 2:20.43 verbeterde ze niet alleen het parcoursrecord, maar ook het wereldrecord voor vrouwen op de marathon.

## Uitslagen

### Mannen
| rang   | naam                 | land | tijd    |
| ------ | -------------------- | ---- | ------- |
| Goud   | Josephat Kiprono     | KEN  | 2:06.44 |
| Zilver | Takayuki Inubushi    | JPN  | 2:06.57 |
| Brons  | Samson Kandie        | KEN  | 2:08.31 |
| 4      | Hicham Chatt         | MAR  | 2:09.56 |
| 5      | Henry Kipkosgei      | KEN  | 2:10.37 |
| 6      | Waldemar Glinka      | POL  | 2:11.53 |
| 7      | Eduardo doNascimento | BRA  | 2:12.12 |
| 8      | Stephen Ndungu       | KEN  | 2:12.23 |
| 9      | Daisuke Tokunaga     | JPN  | 2:13.09 |
| 10     | José Teles de Souza  | BRA  | 2:13.25 |

### Vrouwen
| rang   | naam                | land | tijd    |
| ------ | ------------------- | ---- | ------- |
| Goud   | Tegla Loroupe       | KEN  | 2:20.43 |
| Zilver | Marleen Renders     | BEL  | 2:23.58 |
| Brons  | Svetlana Zacharova  | RUS  | 2:27.08 |
| 4      | Malgorzata Sobanska | POL  | 2:27.30 |
| 5      | Aniela Nikiel       | POL  | 2:29.27 |
| 6      | Shiki Terasaki      | USA  | 2:30.42 |
| 7      | Serap Aktas         | TUR  | 2:31.43 |
| 8      | Daria Nauer         | SUI  | 2:32.38 |
| 9      | Milkah Chepkieny    | KEN  | 2:32.46 |
| 10     | Simona Viola        | ITA  | 2:33.33 |

1974 ·
1975 ·
1976 ·
1977 ·
1978 ·
1979 ·
1980 ·
1981 ·
1982 ·
1983 ·
1984 ·
1985 ·
1986 ·
1987 ·
1988 ·
1989 ·
1990 ·
1991 ·
1992 ·
1993 ·
1994 ·
1995 ·
1996 ·
1997 ·
1998 ·
1999 ·
2000 ·
2001 ·
2002 ·
2003 ·
2004 ·
2005 ·
2006 ·
2007 ·
2008 ·
2009 ·
2010 ·
2011 ·
2012 ·
2013 ·
2014 ·
2015 ·
2016 ·
2017 ·
2018